# Carles Novellas
Carles Novellas és un periodista especialista en música i cinema. Col·laborador en diferents mitjans escrits com Rockdelux, aB, Go Mag, Trax, Suite o Benzina, i webs com numerocero.es. Bona part de la seva trajectòria ha tingut lloc a la ràdio, tant a cadenes generalistes (Catalunya Ràdio, COM Radio, Cadena SER, RNE) com a especialitzades: durant anys va estar involucrat a ScannerFM i actualment és responsable del programa Paralelo3, a Ràdio 3, centrat en les noves tendències de la música electrònica. És membre de l'equip del festival Sónar i ha col·laborat estretament amb la Red Bull Music Academy.